# بيتر هارلان
بيتر هارلان (بالألمانية: Peter Harlan)‏ هو عازف آلة وترية ‏ ألماني، ولد في 1898 في برلين في ألمانيا، وتوفي في 1966.